# Жигалина, Евгения Лазаревна
Евге́ния Ла́заревна Жига́лина (также известна как Женя Жигалина; 1899, Мелитополь, Таврическая губерния — 9 мая 1920, Симферополь) — подпольщица, участница подпольной большевистской организации в Симферополе. Участница Гражданской войны в Крыму.

## Биография
Евгения Жигалина родилась 1 сентября (по старому стилю) 1899 года в Мелитополе в еврейской семье. Её отец Лазарь Нохимович Жигалин был земледельцем хутора Богдановка Чериковского уезда, мать — Эстер Копелевна Жигалина (в девичестве Полонская).
Живя в Каховке, стала членом большевистского подполья. Училась на факультете экономики Московского Коммерческого института. Летом 1919 года избрана секретарём Каховского райкома партии и осенью Херсонский губком РКП(б) направил её на подпольную работу в Крым. Евгения Жигалина выполняла роль связной между подпольным обкомом РКП(б) и подпольной комсомольской организацией.
Первоначально проживала в Евпатории, после чего перебралась в Симферополь. Как представитель обкома РКП(б) вошла в состав татарского бюро. Работала в подпольном Красном Кресте. Занималась поиском оружия для подпольщиков.
7 апреля 1920 года вместе с другими членами обкома РКП(б), планирующими подготовку восстания, была арестована белогвардейцами. В плену подвергалась пыткам. Часть допросов проходила в доме № 2 на Фонтанной, где располагалась гостиница «Ялта». В период гражданской войны здание занимала белогвардейская контрразведка. 3 мая 1920 года военно-полевой суд при штабе Добровольческого корпуса рассмотрев дело «О мусульманском коммунистическом бюро при Крымском обкоме партии большевиков» вынес ряду его членов, в том числе и Евгении Жигалиной, смертные приговоры.
9 мая 1920 года члены отряда Шнейдера расстреляли её и Фанни Шполянскую на еврейском кладбище Симферополя.

## Память

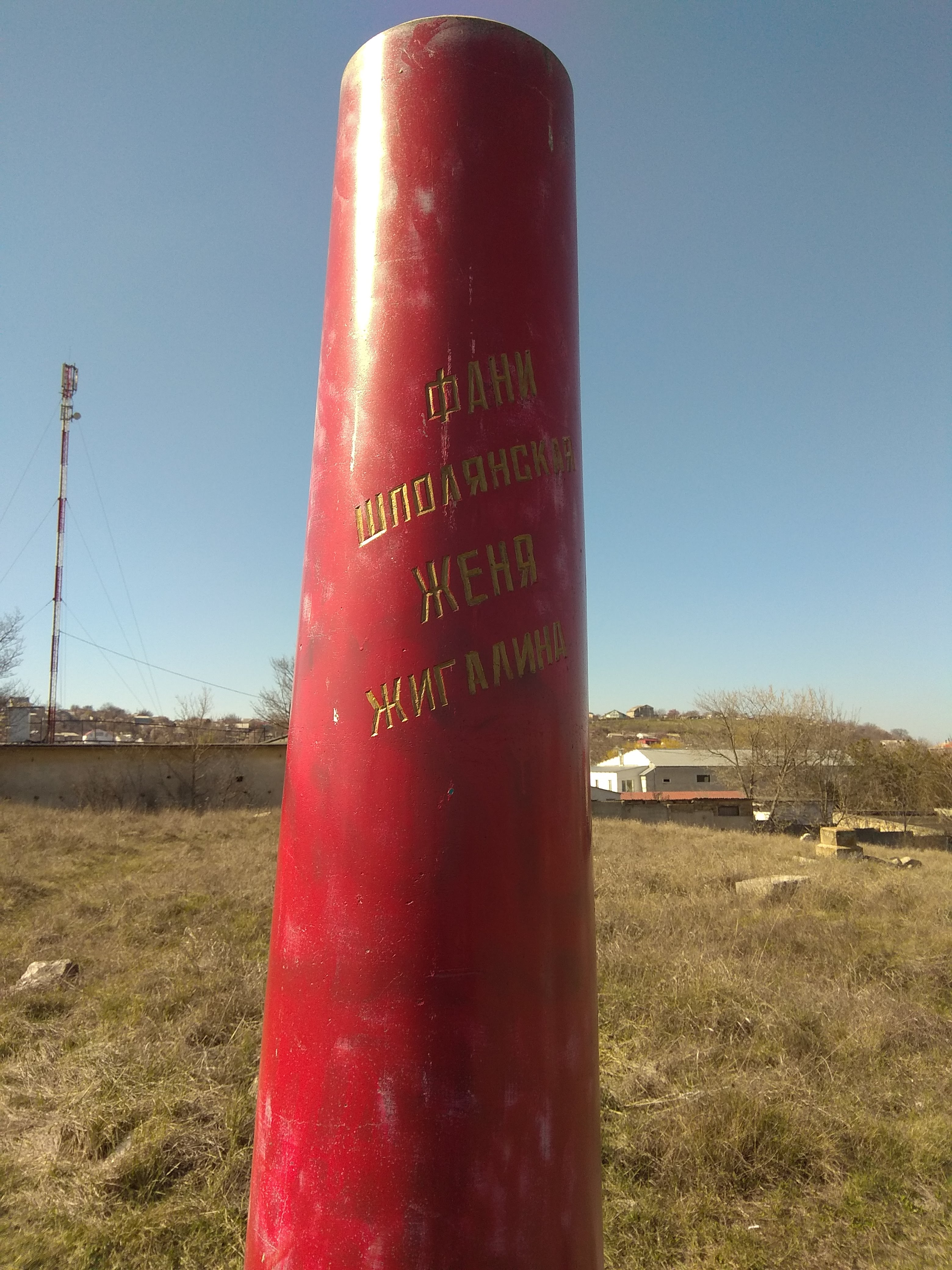
Могила Жигалиной и Шполянской, 2019 год

После окончания гражданской войны в Комсомольском сквере (ранее — Семинарский сад) был установлен Памятник героям, павшим за власть Советов. На русском и крымскотатарском языках было написано: «Здесь похоронены члены Мусульманского коммунистического бюро при Крымском окружном комитете РКП(б) Мидат Рефатов, Мурад Решид Асанов, Асан Иззет Урманов, Евгения Лазаревна Жигалина, Абдулла Мустафа Баличиев». Во время Великой Отечественной войны памятник был уничтожен нацистами и восстановлен в 1957 году без упоминания членов Мусульманского коммунистического бюро.
В ходе празднования 10-летия освобождения Крыма от армии Врангеля в ноябре 1930 года улица Вторая Будущая была названа улицей Жигалиной.
В 1950 году на месте казни Жигалиной и Шполянской на еврейском кладбище была возведена стела-памятник цилиндрической формы из шлифованного диорита, высотой 2,45 метра. На постаменте памятника указано: «Героические подпольщицы, расстрелянные белогвардейцами после жестоких пыток 6 мая 1920 г.».
Приказом Министерства культуры Украины от 14 августа 2013 года № 757 могила Жигалиной и Шполянской как памятник истории вошла в Реестр памятников местного значения.
Мемориал неоднократно подвергался актам вандализма. К 2019 году кладбище было заброшено и пришло в упадок. Всекрымский еврейский конгресс Республики Крым и Севастополя выступал с предложением взять кладбище и памятник на свой баланс.